# Stadio Olimpico (Poznań)
Lo Stadio olimpico (in polacco Stadion Olimpii) è uno stadio della città polacca Poznań di proprietà dello stato utilizzato per incontri di calcio e di football americano.